# Baumschutzsatzung
Die Baumschutzsatzung (auch Gehölzschutzsatzung, Baumschutzordnung, Baumschutzverordnung) kann von einer Stadt oder Gemeinde erlassen werden, um die Voraussetzungen festzulegen, unter denen Bäume gefällt werden dürfen. Damit soll vor allem der für das Stadtbild und Stadtklima/Stadtökologie wichtige ausgewachsene Baumbestand geschützt werden. Viele Baumschutzsatzungen gelten nur für private Grundstückseigentümer.
Sie ist ein rechtliches Instrument, das neben der Eingriffs-Ausgleichs-Regelung und verbindlichen Bauleitplanungen (Bebauungsplan) angesiedelt ist und von diesen getrennt betrachtet werden muss. Eine Baumfällung ist somit ggf. mit mehreren Behörden auf Basis der verschiedenen Rechtsquellen abzustimmen. Eine Baumschutzsatzung ist i. d. R. neben der Festlegung der Schutzkriterien auch Grundlage für die Festsetzung von Ersatzpflanzungen, die eine Fällung kompensieren sollen.

## Schutzkriterien
In der Regel werden Einzelbäume oberhalb eines gewissen Stammumfangs (40 cm - 100 cm) in zugänglicher Höhe oberhalb des Wurzelansatzes als schützenswert eingestuft, was natürlich auch ein gewisses Alter (ab ca. 25 Jahre) und somit auch eine deutliche lokale ökologische Wirkung (Schattenwurf, Luftfilterung) bedingt.
Daneben werden auch anscheinend willkürliche Kriterien angesetzt, wie z. B. die Unterscheidung zwischen alten Obstbäumen und anderen Bäumen, wobei den ersteren teils keinerlei Schutz zuteilwird, obwohl aus ökologischer Sicht eine „Minderwertigkeit“ von Hochstamm-Obstbäumen nicht rechtfertigbar ist. Beispielhaft hierfür steht der Einstellungswandel bzgl. der ökologischen Relevanz von Streuobstwiesen seit den späten 1960er Jahren: Wurden bis 1974 sogar Rodungsprämien gezahlt, ist heute der Wert solcher Biotope unbestritten.

## Deutschland
Die Baumschutzsatzung ist durch § 29 Bundesnaturschutzgesetz (BNatSchG) und entsprechende Landesgesetze möglich. Zum Beispiel sind in Nordrhein-Westfalen die rechtlichen Grundlagen § 49 Landesnaturschutzgesetz NRW und § 7 Gemeindeordnung NRW, in Rheinland-Pfalz § 20 Landespflegegesetz (LPflG).

## Österreich
In Österreich gibt es z. B. die Gemeinde Salzburg mit einer expliziten Baumschutzverordnung, die Stadt Salzburg, nach der Bäume ab einem gewissen Alter bzw. einem gewissen Stammdurchmesser geschützt sind.
Auch das Bundesland Wien hat ein Baumschutzgesetz „Gesetz zum Schutze des Baumbestandes in Wien (Wiener Baumschutzgesetz)“.

### Städte mit Baumschutzsatzung

#### Deutsche Städte mit Baumschutzsatzung
(mit Jahreszahl der Einführung)
- Baumschutzsatzung Aachen, NRW (2018)
- Baumschutzverordnung Augsburg, BY (2010)
- Baumschutzverordnung Bamberg, BY (1993)
- Baumschutzverordnung Berlin, BE (1982)
- Baumschutzsatzung Bonn, NRW
- Baumschutzverordnung Bremen, HB
- Baumschutzsatzung Cuxhaven mit Anlage, NI
- Baumschutzsatzung Darmstadt, HE
- Baumschutzsatzung Delmenhorst
- Baumschutzsatzung Dortmund, NRW
- Gehölzschutzsatzung Dresden,
- Baumschutzsatzung Eisenach, TH
- Baumschutzsatzung Emden, NI
- Baumschutzsatzung Erfurt, TH
- Baumschutzsatzung Essen, NRW
- Baumschutzsatzung Frankfurt am Main, HE
- Baumschutzsatzung Freiburg, BW
- Baumschutzsatzung Gießen, HE
- Baumschutzsatzung Göttingen, NI
- Baumschutzverordnung Hamburg, HH
- Baumschutzsatzung Hameln
- Baumschutzsatzung Hanau
- Baumschutzsatzung Hannover, NI
- Baumschutzsatzung Heidelberg, BW (1996)
- Baumschutzsatzung Jena
- Baumschutzsatzung Kaiserslautern, RP
- Baumschutzsatzung Karlsruhe, BW
- Baumschutzsatzung Kassel, HE
- Satzung zum Schutze des Baumbestandes im Innenbereich der Landeshauptstadt Kiel, SH
- Baumschutzsatzung Köln, NRW
- Baumschutzsatzung Krefeld, NRW
- Baumschutzverordnung Lappersdorf
- Baumschutzsatzung Leipzig, SN
- Baumschutzsatzung Lübeck, NI
- Baumschutzsatzung Lüneburg, NI
- Baumschutzsatzung Lutherstadt Wittenberg
- Baumschutzsatzung Magdeburg
- Rechtsverordnung zum Schutz des Baumbestandes innerhalb der Stadt Mainz, RP
- Baumschutzsatzung Mannheim, BW
- Baumschutzsatzung Marburg, HE
- Baumschutzverordnung München, BY
- Baumschutzverordnung Nürnberg, BY
- Baumschutzsatzung Oberhausen
- Grünschutzsatzung Offenbach
- Baumschutzverordnung Potsdam, BB
- Baumschutzverordnung Regensburg, BY
- Baumschutzsatzung Rostock, MV
- Baumschutzverordnung Schweinfurt
- Baumschutzsatzung Schwerin
- Baumschutzsatzung Stralsund
- Baumschutzsatzung Stuttgart, BW
- Baumschutzsatzung Waldkirch, BW (1988)
- Baumschutzsatzung Weimar
- Baumschutzsatzung Wiesbaden, HE
- Baumschutzsatzung Wilhelmshaven
- Baumschutzverordnung Würzburg, BY

#### Schweizer Städte mit Baumschutzsatzung
- Baumschutzverordnung Basel
- Baumschutzreglement Bern

#### Österreichische Städte mit Baumschutzsatzung
- Baumschutzverordnung Graz
- Baumschutzverordnung Salzburg
- Baumschutzgesetz Wien